# ソニック・ザ・ヘッジホッグ殺人事件
『ソニック・ザ・ヘッジホッグ殺人事件』（ソニック・ザ・ヘッジホッグさつじんじけん、英: The Murder of Sonic the Hedgehog）は、Sega Social Teamが開発し、セガがSteamで公開したビジュアルノベルゲーム。プレイヤーは『ソニック』シリーズに登場する様々なキャラクターと会話をして事件を調査する。ゲームはエイプリルフールに合わせて2023年3月31日に公開され、高い評価を得た。

## システム
本作はポイント・アンド・クリックアドベンチャーの要素を含んだビジュアルノベルゲームである。プレイヤーは舞台となる列車の中でオブジェクトをクリックして調べ、証拠を見つける。証拠が十分に集まると、プレイヤーは車両にいる他のキャラクターに聞き込みをすることができるようになり、キャラクターの主張に対して的確な証拠を提示し、裏付けや反論を行う。プレイヤーは聞き込みの間、等角の視点からソニックを操作し、迫り来る危険を避けながら目標の数のリングを集めるミニゲームを行うことがある。

## ストーリー
ソニック、テイルス、エミー、ナックルズ、エスピオ、ベクター、ルージュ、ブレイズ、シャドウは、エミーの誕生日を祝うためにイベント用の特別列車である「ミラージュエクスプレス」に集まり、そこで行われるマーダーミステリーに参加する。プレイヤーは列車の新人スタッフであるクオッカのバリーを操作する。バリーは車掌の指示に従い、必要に応じて参加者の手助けをする。ゲーム開始予定時刻の直後、列車は突然加速し、バリー、テイルス、エミーは倉庫に投げ込まれて意識を失う。
目を覚ました3人が食堂車へ戻ると、「死亡」しているソニックを発見する。エミーが独自に調査を始める一方で、バリーはテイルスに同行して様々な種類の車両の間を移動し、参加者に聞き込みをしてアリバイを調査する。バリーとテイルスはサロン、図書室、カジノ、ラウンジを通って、列車の先頭にある車掌室に到達する。
バリーとテイルスは道中で集めた証拠から、エスピオがゲームの犯人で、吹き矢でソニックを気絶させたと断定する。その後、列車は様々な都市のインフラを管理する計画の一環として、ドクター・エッグマンによって巨大なバドニックに変えられていたため、エスピオは列車自身が指示を出していたことを知らないまま従っていたことが判明する。列車は、車掌が引退して列車を置き去りにしようとしていることに納得できず、自由の身になるという褒美をエッグマンから得るために、全員をエッグマンの基地に送ることを企てた。
全員はそれぞれ車両へと引き戻され、閉じ込められる。気絶から回復したソニックは、スピンダッシュでドアをこじ開けて全員を解放し、バリーとともに車掌室に到達する。列車と並んで走りながら、ソニックらは列車を攻撃する。列車のエネルギー源となっていたフリッキーが解放されると、エスピオはフリッキーを回収し、エミーは列車を破壊する。列車が完全に停止する前に、車掌は列車と過ごした日々を決して忘れないと約束する。
一行は駅で列車を降り、車掌は妻と再会して引退後の生活を始める。ソニックは近くのパン屋でケーキを買い、全員がエミーの誕生日を祝う。エッグマンと部下は、基地で計画の失敗を嘆く。短いエピローグに入り、バリーは事件後、鉄道の運営がエッグマンから市民へと戻ったと語る。その後、プレイヤーは複数の選択肢の中からバリーの今後の人生を決定する。

## 開発
本作はソーシャルメディア・マネージャーであるケイティ・クルスノウスキーが率いる『ソニック』ブランドのソーシャルメディア・チームによって開発された。ゲームのコンセプトは2020年の映画『ソニック・ザ・ムービー』のプレミア上映の際に考案された。当初はクリーム・ザ・ラビットとチャーミー・ビーが容疑者として登場することが考えられていたが、マーダーミステリーに参加するには幼すぎるとして最終的に見送られた。開発は2022年3月下旬に始まり、エイプリルフールに合わせて2023年3月31日にSteamで公開された。本作はヴィクトリア朝を舞台としたマーダーミステリーの影響を受けており、キャラクターは雰囲気と合う役割にそれぞれ割り当てられた。主人公のバリーは、プレイヤーが第三者の視点からキャラクター全員とやり取りすることができるように新たに作り出された。

## 評価
レビュー収集サイトのMetacriticでは、本作は「概ね好評」な評価を得た。Polygonのグレイソン・モーリーは、このゲームがアート、ユーモア、音楽、真面目さという点で、エイプリルフールの無料ジョークゲームとしての期待を超えていると称賛した。
Eurogamerは、このゲームはプレイヤーに好意的に受け入れられており、公開後最初の週末のSteamユーザーによるレビューでは「圧倒的に好評」な評価を得たと言及した。クルスノウスキーによると、本作は公開から1週間で100万回以上ダウンロードされたという。
『NME』によると、本作はSteam上の『ソニック』のゲームの中で最も高い評価を受けており、Steam全体では2023年4月6日時点で61番目に評価の高いゲームであるという。